# Casa Saitta
La Casa Saitta es una vivienda unifamiliar de estilo Reina Ana de dos pisos y medio en la sección Dyker Heights de Brooklyn, Nueva York (Estados Unidos).

## Descripción
Se completó ca. 1899 por el arquitecto John J. Petit y el constructor PJ la Note para Beatrice y Simone Saitta. La casa está ubicada en el lado norte de la calle 84 entre la avenida 12 al este y la avenida 11 al oeste. Según los informes, la casa costó 14 000 para dólares construir y los 700 m² de terreno costó 2700 dólares. 
La Casa Saitta es importante en el área de la arquitectura como un ejemplo notablemente intacto y de alto estilo de la arquitectura residencial de la Reina Ana, y por su asociación con la planificación y el desarrollo de Dyker Heights, un desarrollo suburbano de principios del siglo XX en Brooklyn. Ninguna otra casa en Dyker Heights conserva tanto de sus componentes arquitectónicos y estructurales originales, tanto interiores como exteriores, como la casa Saitta.
La casa fue diseñada por un arquitecto para una familia acomodada de Dyker Heights y construida ca. 1899 por artesanos que vinieron de Italia y vivieron en las instalaciones durante la construcción. El trabajo del arquitecto John J. Petit se puede encontrar en otras partes de Brooklyn, especialmente en el distrito histórico de Prospect Park South (que figura en el Registro Nacional de Lugares Históricos). La Casa Saitta fue incluida en el Registro Estatal y Nacional de Lugares Históricos en 2007.

## Galería

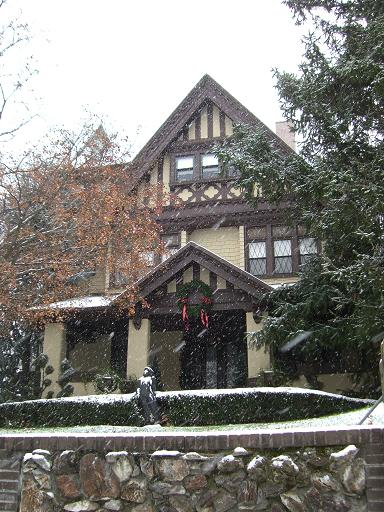
La Casa en invierno
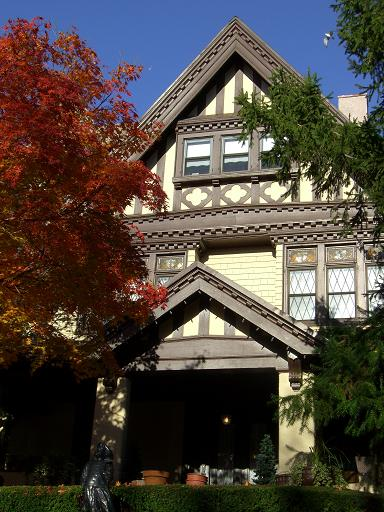
La Casa en verano
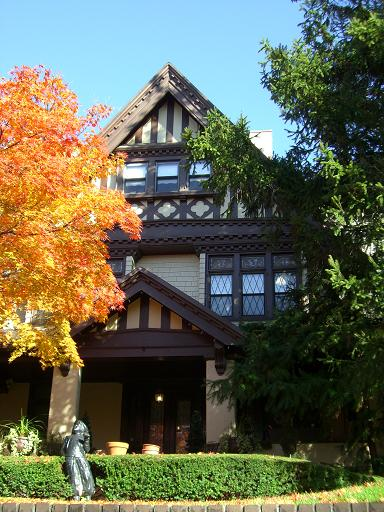
La Casa en otoño